# 53159 Мислівечек
53159 Мислівечек (53159 Mysliveček) — астероїд головного поясу, відкритий 10 лютого 1999 року.
Тіссеранів параметр щодо Юпітера — 3,507.